# Prix Meret Oppenheim
Der Prix Meret Oppenheim (deutsch: Meret-Oppenheim-Preis) ist ein Schweizer Kunstpreis. Er wurde 2001 erstmals vergeben.

## Überblick
In jährlichem Turnus vergibt das schweizerische Bundesamt für Kultur (BAK) auf Empfehlung der Eidgenössischen Kunstkommission einen oder mehrere Meret-Oppenheim-Preise à 40'000 (früher 35.000) Franken an anerkannte Schweizer Kunstschaffende, Architekten und Kunstvermittler, die älter als 40 Jahre sind. Namensgeberin ist Meret Oppenheim (1913–1985), eine deutsch-schweizerische surrealistische Künstlerin und Lyrikerin.
Mit dem Preis soll einerseits die Ausführung eines bedeutenden Kunstwerks erleichtert und andererseits die theoretische Auseinandersetzung mit dem eigenen Schaffen sowie der aktuellen Kunst respektive Architektur gewürdigt werden. Die Verleihung findet jeweils im Juni zur Art Basel statt.
Für jüngere Künstler, Architekten und Kunstvermittler ist der Eidgenössische Preis für freie Kunst und das Stipendium der Kiefer Hablitzel Stiftung gedacht, das ebenfalls jährlich an mehrere Preisträger vergeben wird.

## Preisträger
- 2001: Peter Kamm, Ilona Ruegg, George Steinmann
- 2002: Ian Anüll, Hannes Brunner, Marie José Burki, Relax (Marie-Antoinette Chiarenza, Daniel Croptier, Daniel Hauser), Renée Levi
- 2003: Silvia Bächli, Rudolf Blättler, Hervé Graumann, Harm Lux, Claude Sandoz
- 2004: Christine Binswanger & Harry Gugger, Roman Kurzmeyer, Peter Regli, Hannes Rickli
- 2005: Miriam Cahn, Alexander Fickert & Katharina Knapkiewicz, Johannes Gachnang, Gianni Motti, Vaclav Pozarek und Michel Ritter
- 2006: Markus Raetz, Robert Suermondt, Rolf Winnewisser, Dario Gamboni, Catherine Schelbert und Peter Zumthor
- 2007: Véronique Bacchetta, Kurt W. Forster, Peter Roesch und Anselm Stalder
- 2008: Mariann Grunder, Manon, Mario Pagliarani, Arthur Rüegg, und die Zürcher edition fink
- 2009: Ursula Biemann, Roger Diener, Christian Marclay, Muda Mathis und Sus Zwick und Ingrid Wildi
- 2010: Annette Schindler, Gion A. Caminada, Claudia und Julia Müller, Yan Duyvendak und Roman Signer
- 2011: John M. Armleder, Patrick Devanthéry und Inès Lamunière, Silvia Gmür, Ingeborg Lüscher, Guido Nussbaum
- 2012: Bice Curiger, Niele Toroni, Günther Vogt
- 2013: Thomas Huber, Miller & Maranta, Marc-Olivier Wahler
- 2014: Anton Bruhin, Catherine Queloz, Pipilotti Rist, pool Architekten
- 2015: Christoph Büchel, Olivier Mosset, Staufer & Hasler, Urs Stahel
- 2016: Adelina von Fürstenberg, Christian Philipp Müller, Martin Steinmann
- 2017: Daniela Keiser, Peter Märkli, Philip Ursprung
- 2018: Sylvie Fleury, Thomas Hirschhorn, Luigi Snozzi[1]
- 2019: Meili, Peter & Partner Architekten, Samuel Schellenberg, Shirana Shahbazi[2]
- 2020: Marc Bauer, Barbara Buser und Eric Honegger, Koyo Kouoh[3]
- 2021: Georges Descombes, Esther Eppstein, Vivian Suter[4]
- 2022: Jürg Conzett & Gianfranco Bronzini, Klodin Erb, Caroline Bachmann
- 2023: Stanislaus von Moos, Parity Group, Uriel Orlow
- 2024: Marianne Burkhalter & Christian Sumi, Jacqueline Burckhardt, Valérie Favre
- 2025: Felix Lehner, Pamela Rosenkranz, Miroslav Šik[5]